# Ozark Mountain Daredevils (album 1980)
Ozark Mountain Daredevils è un album del gruppo musicale The Ozark Mountain Daredevils, pubblicato dalla Columbia Records nel 1980. Il disco fu registrato al Westlake Studios ed al Record Plant di Los Angeles, California (Stati Uniti).

## Tracce
Lato A
1. Take You Tonight – 3:27 (Steve Cash, John Dillon, Larry Lee)
2. Jump at the Chance – 3:04 (Steve Cash, John Dillon, Larry Lee)
3. Sailin' Around the World – 3:54 (John Dillon)
4. Lovin' You – 2:58 (John Dillon, Rune Walle)
5. Tuff Luck – 3:21 (Steve Cash)

Lato B
1. Oh, Darlin' – 4:10 (Larry Lee)
2. Empty Cup – 3:47 (Steve Cash, John Dillon, Larry Lee)
3. Rosalie – 3:48 (Steve Cash, John Dillon, Larry Lee)
4. Runnin' Out – 3:13 (Steve Cash, John Dillon, Larry Lee)
5. Fool's Gold – 5:17 (Steve Cash, John Dillon, Larry Lee)

## Musicisti
- John Dillon - chitarre, voce
- Steve Cash - armonica (harp), voce
- Michael Granda - basso, voce
- Larry Lee - tastiere, chitarra, percussioni, voce

Ospiti
- John Boylan - chitarra acustica, produttore
- Buddy Emmons - chitarra pedal steel
- Rune Walle - chitarre
- Jon Goin - chitarra acustica, chitarra elettrica
- D. Clinton Thompson - chitarra
- Jai Winding - tastiere
- Mike Botts - batteria
- Paul Grupp - percussioni
- Gary Coleman - percussioni
- Venetta Fields - accompagnamento vocale
- Rosemary Butler - accompagnamento vocale
- Paulette Brown - accompagnamento vocale
- Tom Kelly - accompagnamento vocale[1][2][4]